# سارگیس سارگسیان (رقصنده)
سارگیس کاراپتی سارگسیان (ارمنی: Սարգիս Կարապետի Սարգսյան؛ زادهٔ ۶ فوریهٔ ۱۹۰۷ - ۴ ژوئن ۱۹۹۲) هنرمند رقص باله اهل ارمنستان بود. وی بین سال‌های - تا - میلادی فعالیت می‌کرد.

## زندگی‌نامه
وی در ۱۹ فوریه [سبک قدیمی: ۶ فوریه] ۱۹۰۷ در تفلیس به دنیا آمد و از آکادمی باله واهانوفا (۱۹۳۲) فارغ‌التحصیل گشت. در Թբիլիսիի օպերայի և բալետի թատրոն (۱۹۲۷)، تالار مارینسکی (۱۹۳۸–۱۹۳۲) و تالار آکادمی ملی اپرا و باله آلکساندر اسپنداریان (۱۹۶۱–۱۹۳۸) فعالیت می‌کرد. وی برنده جوایزی همچون هنرمند شایسته ارمنستان شوروی (۱۹۴۵) شده است. وی در ۴ ژوئن ۱۹۹۲ در سن ۸۵ سالگی در ایروان درگشت.

## نگارخانه

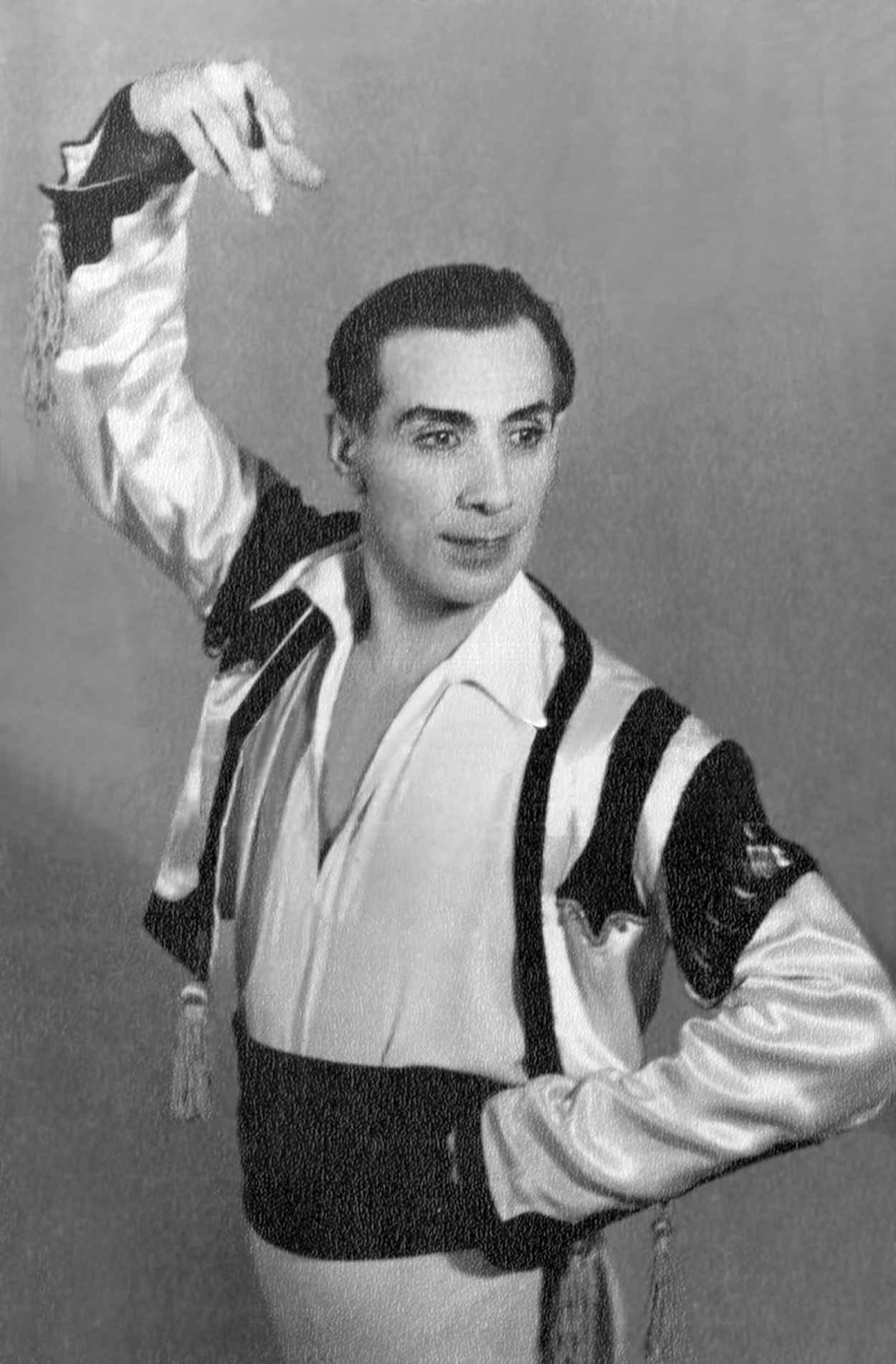